# Novosadski sajam
Novosadski sajam tvrtka je za organizaciju događaja sa sjedištem u Novom Sadu u Srbiji, koja organizira jedan od najvećih poljoprivrednih sajmova u jugoistočnoj Europi. Održava se svakog svibnja u Novom Sadu, a ujedno je i jedan od najvećih poljoprivrednih sajmova u Europi s oko 600 000 posjetitelja. Novosadski sajam organizira i druge sajmove, npr. tehnologije i financija te kongrese i izložbe, što u grad svake godine dovede ukupno oko milijun posjetitelja.
Novosadski sajam posjeduje veliki izložbeni prostor ukupne površine 300 000 m² (240 000 m² vanjske i 60 000 m² unutrašnje). Tvrtka također ima i novoizgrađenu kongresnu zgradu pod nazivom "Master centar" površine 2 700 m². Novosadski sajam član je više međunarodnih sajmenih organizacija.
Grad Novi Sad kroz povijest je bio popularno mjesto za trgovce. U 19. stoljeću brzo postaje važno trgovačko mjesto, zbog svog položaja na rijeci Dunav i na prirodnoj granici između Bačke i Srijema. Novi Sad nalazi se u Vojvodini, koja je bila najrazvijenija poljoprivredna regija u nekadašnjoj Kraljevini Jugoslaviji. Stoga je 1923. postao dom prve poljoprivredne izložbe u zemlji, koja je kasnije 1930. postala međunarodna.
Novosadski sajam je 1958. godine postao članom međunarodne sajamske organizacije i stekao reputaciju najvažnijeg poljoprivrednog sajma u tadašnjoj SFR Jugoslaviji. Osim organiziranja godišnjeg poljoprivrednog sajma, tvrtka je tijekom godina održala mnoge druge sajmove posvećene: financijama, računarstvu, bankarstvu, automobilima, knjigama, farmaceutici itd.

## Galerija
- Unutrašnjost kongresnog centra
- Poljoprivredni sajam
- Novosadski sajam noću
- Sajam automobila